# Federazione di baseball della Thailandia
La Federazione thailandese di baseball (eng. Amateur Baseball Association of Thailand) è un'organizzazione fondata nel 1992 per governare la pratica del baseball in Thailandia.
Organizza il campionato di baseball thailandese, e pone sotto la propria egida la nazionale maschile.